# Кладбище «Снарядная лужайка»
Кладбище «Снарядная лужайка» (англ. Shell Green Cemetery) — воинское кладбище комиссии Содружества наций по уходу за военными захоронениями расположенное в районе бухты Анзак, на Галлиполийском полуострове. На нём покоятся останки солдат Антанты погибших в Дарданелльской операции.

## Терминология и обстановка в районе боевых действий
25 апреля 1915 года австралийские и новозеландские части десантировались в секторе бухты Анзак. Позиция Снарядная лужайка, представляющая собой бывшее хлопковое поле, расположенное на прибрежных склонах хребта Болтона, была захвачена ранним утром в день высадки 8-м пехотным батальоном 2-й австралийской бригады. Этот участок оставался за австралийцами до конца кампании, но был расположен близко к османским защитным порядкам, вследствие чего подвергался частым артиллерийским обстрелам со стороны оливковой рощи и мыса Габа-Тепе, хотя и был несколько защищён хребтом Болтона.
17 декабря 1915 года, в рамках мероприятий по дезинформации противника в ходе скрытной подготовки эвакуации войск из районов бухты Анзак и залива Сувла, в перерывах между артобстрелами на Снарядной лужайке был проведен матч по крикету.

## Описание
В районе лужайки, начиная с мая 1915 года, австралийцами было два небольших кладбища. Они продолжали пополняться вплоть до эвакуации контингента в декабре 1915 года, к этому моменту многие могилы были тщательно ухожены и украшены. После войны они были сведены в единый некрополь и дополнены за счёт переноса 64 могил с четырёх малых кладбищ расположенных неподалёку в местах прошедших боёв. Таким образом сюда были перемещены останки 21 австралийского воина, погибших в период с апреля по май 1915 года и составлявших кладбище у Артиллерийской дороги и восточное кладбище у Артиллерийской дороги. Они находились к северо-востоку от Снарядной лужайки, между Артиллерийской дорогой и прифронтовой траншеей у пшеничного поля. Артиллерийской дорогой во время войны называли путь, шедший от прибрежной дороги через Снарядную лужайку к спуску Брауна. Третьим кладбищем слившимся со Снарядной лужайкой стало кладбище оврага Райта, располагавшееся некогда к югу и включавшее в себя могилы восьмерых солдат из 5-й австралийской бригады лёгкой кавалерии павших 28 июня 1915 года. Последним перемещённым кладбищем стало кладбище восьмой батареи с останками семи человек 8-й батареи австралийской полевой артиллерии.
В итоге, из 409 могил Первой мировой войны 408 принадлежат австралийцам, в основном из лёгкой кавалерии и 9-го и 11-го пехотных батальонов из состава 3-й бригады.
Кроме того, в марте 1927 года из района Келийского лимана, что возле Маидоса, сюда были перенесены останки 20 британских солдат и матросов, погибших в период с 1922 по 1923 год.
Общая площадь кладбища сегодня составляет 2515 м². Добраться к нему можно только пешком.